# My Phan
My Phan (30 de mayo de 1992) es una deportista alemana que compitió en saltos de plataforma.
Ganó dos medallas en el Campeonato Europeo de Natación, oro en 2016 y plata en 2014, ambas en la prueba de plataforema sinconizada.

## Palmarés internacional
| Campeonato Europeo | Campeonato Europeo    | Campeonato Europeo | Campeonato Europeo     |
| Año                | Lugar                 | Medalla            | Prueba                 |
| ------------------ | --------------------- | ------------------ | ---------------------- |
| 2014               | Berlín (Alemania)     | Medalla de plata   | Plataforma 10 m sincro |
| 2016               | Londres (Reino Unido) | Medalla de oro     | Plataforma 10 m sincro |